# リッチランド郡 (モンタナ州)
リッチランド郡（英: Richland County）は、アメリカ合衆国モンタナ州の東部に位置する郡である。2010年国勢調査での人口は9,746人であり、2000年の9,667人から0.8％増加した。郡庁所在地はシドニー市（人口5,191人）であり、同郡で人口最大の自治体でもある。

## 歴史
リッチランド郡は、1914年にモンタナ州議会がドーソン郡から一部を分離して設立した。最初に提案された郡名はゲイト郡だったが、新しい開拓者を呼び込むためにリッチランドが採用された。

## 地理
アメリカ合衆国国勢調査局に拠れば、郡域全面積は2,103平方マイル (5,447 km2)であり、このうち陸地は2,084平方マイル (5,398 km2)、水域は19平方マイル (49 km2)で水域率は0.90％である。

### 主要高規格道路
- モンタナ州道16号線
- モンタナ州道23号線
- モンタナ州道200号線

### 隣接する郡
- ルーズベルト郡 - 北
- マコーン郡 - 西
- ドーソン郡 - 南
- ウィボー郡 - 南
- マッケンジー郡 (ノースダコタ州) - 東

## 人口動態
以下は2000年の国勢調査による人口統計データである。
| 基礎データ - 人口: 9,667人 - 世帯数: 3,878 世帯 - 家族数: 2,652 家族 - 人口密度: 2人/km2（5人/mi2） - 住居数: 4,557軒 - 住居密度: 1軒/km2（2軒/mi2） 人種別人口構成 - 白人: 96.57% - アフリカン・アメリカン: 0.09% - ネイティブ・アメリカン: 1.46% - アジア人: 0.18% - 太平洋諸島系: 0.01% - その他の人種: 0.85% - 混血: 0.85% - ヒスパニック・ラテン系: 2.16% 先祖による構成 - ドイツ系：32.3％ - ノルウェー系：22.4％ - アイルランド系：7.2％ - イギリス系：6.2％ - アメリカ人：5.4％ 年齢別人口構成 - 18歳未満: 27.5% - 18-24歳: 6.4% - 25-44歳: 26.8% - 45-64歳: 23.8% - 65歳以上: 15.6% - 年齢の中央値: 39歳 - 性比（女性100人あたり男性の人口） - 総人口: 98.7 - 18歳以上: 94.9 | 世帯と家族（対世帯数） - 18歳未満の子供がいる: 33.6% - 結婚・同居している夫婦: 57.3% - 未婚・離婚・死別女性が世帯主: 7.4% - 非家族世帯: 31.6% - 単身世帯: 28.8% - 65歳以上の老人1人暮らし: 12.9% - 平均構成人数 - 世帯: 2.46人 - 家族: 3.04人 収入と家計 - 収入の中央値 - 世帯: 32,110米ドル - 家族: 39,348米ドル - 性別 - 男性: 29,069米ドル - 女性: 19,203米ドル - 人口1人あたり収入: 16,006米ドル - 貧困線以下 - 対人口: 12.2% - 対家族数: 8.1% - 18歳未満: 13.9% - 65歳以上: 9.0% |

## 経済
リッチ郡の土地の大半は牧場に使われているが、2000年のエルム・クーリー油田の発見から、石油探査と採掘が郡経済の重要な要素になってきた。

## 都市と町

### 都市

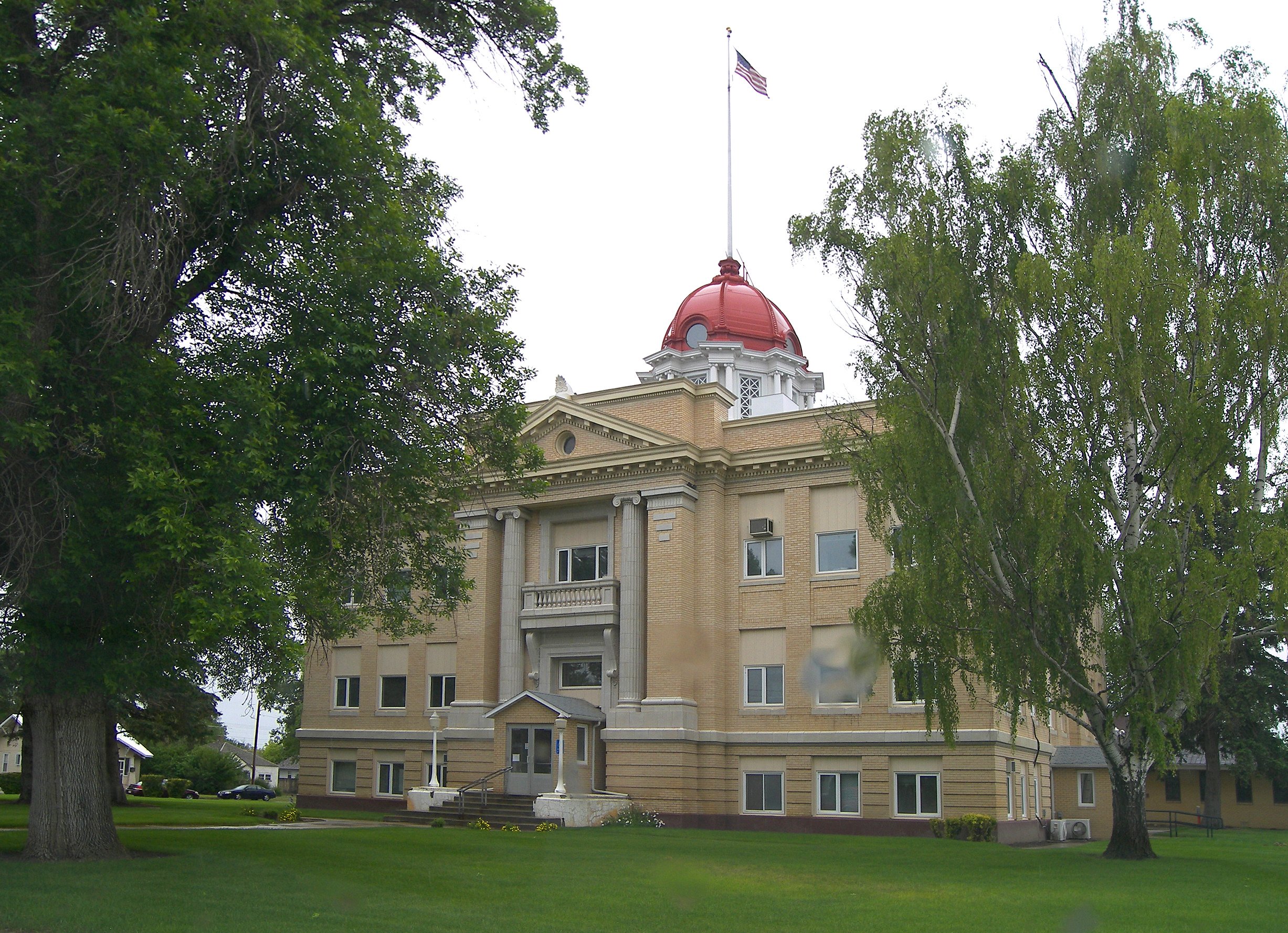
シドニーにあるリッチランド郡庁舎

- シドニー - 郡庁所在地

### 町
- フェアビュー

### 国勢調査指定地域
- フォックスレイク
- ナイフリバー